# 円覚寺 (羽島市)
円覚寺（えんがくじ）は岐阜県羽島市竹鼻町にある阿弥陀如来を本尊とする浄土真宗本願寺派の寺院で、山号は宝林山。羽島市内唯一の本願寺派寺院である。

## 歴史
明治9年（1876年）に至り、河野御坊専福寺が竹鼻別院と改称され歴代住職を担っていた河野氏が大谷派本山により住職の座から外ずされたのがその端緒である。
明治27年（1894年）河野氏は本願寺派に転派し、
同30年（1897年）7月、三重県朝日村にあった円覚寺を当地に移してその住職となった。
本尊の阿弥陀如来像は平安時代後期の作で、岐阜県の文化財に指定されている。これは住職一族の祖先である河野通勝が親鸞聖人から与えられたものと伝わる。
また羽島市指定の文化財として伝教大師像を所蔵する。